# ويست دنيس (ماساتشوستس)
ويست دنيس (بالإنجليزية: West Dennis CDP, Massachusetts)‏ هي منطقة سكنية تقع بولاية ماساتشوستس في الولايات المتحدة. تبلغ مساحتها 10.9 كم2، وترتفع عن سطح البحر 3 م، بلغ عدد سكانها 2,242 نسمة في عام 2010 حسب إحصاء مكتب تعداد الولايات المتحدة وتصل الكثافة السكانية فيها 205.7 نسمة لكل كيلومتر مربع (532.8/ميل2).

## التركيبة السكانية
حدّد مكتب تعداد الولايات المتحدة بيانات التركيبة السكانية لويست دنيس في تعداد الولايات المتحدة. في ما يلي، التركيبة السكانية حسب تعدادي 2000 و2010.

### تعداد عام 2000
بلغ عدد سكان ويست دنيس 2,570 نسمة بحسب تعداد عام 2000، وبلغ عدد الأسر 1,279 أسرة وعدد العائلات 698 عائلة مقيمة في المنطقة السكنية. في حين سجلت الكثافة السكانية 235.8 نسمة لكل كيلومتر مربع (610.7/ميل2). وبلغ عدد الوحدات السكنية 2,733 وحدة بمتوسط كثافة قدره 250.7 لكل كيلومتر مربع (649.3/ميل2).
وتوزع التركيب العرقي للمنطقة السكنية بنسبة 95.53% من البيض و2.37% من الأمريكيين الأفارقة و0.54% من الأمريكيين الأصليين و0.31% من الأمريكيين ذوي الأصول الآسيوية و0.43% من الأعراق الأخرى و0.82% من عرقين مختلطين أو أكثر و0.93% من الهسبانيون أو اللاتينيون من أي عرق.
بلغ عدد الأسر 1,279 أسرة كانت نسبة 14.9% منها لديها أطفال تحت سن الثامنة عشر تعيش معهم، وبلغت نسبة الأزواج القاطنين مع بعضهم البعض 44% من أصل المجموع الكلي للأسر، ونسبة 7.3% من الأسر كان لديها معيلات من الإناث دون وجود شريك،  بينما كانت نسبة 3.3% من الأسر لديها معيلون من الذكور دون وجود شريكة وكانت نسبة 45.4% من غير العائلات. تألفت نسبة 38.5% من أصل جميع الأسر من عدة أفراد يعيشون في نفس المنزل ونسبة 20.6% كانت تتألف من شخص يعيش بمفرده يبلغ من العمر 65 عاماً أو أكثر. وبلغ متوسط حجم الأسرة المعيشية 1.96، أما متوسط حجم العائلات فبلغ 2.53.
بلغ العمر الوسطي للسكان 52.7 عاماً. وكانت نسبة 12.9% من القاطنين تحت سن الثامنة عشر، وكانت نسبة 4.4% بين الثامنة عشر والرابعة والعشرين عاماً، ونسبة 20.4% كانت واقعةً في الفئة العمرية ما بين الخامسة والعشرين والرابعة والأربعين عاماً، ونسبة 27.8% كانت ما بين الخامسة والأربعين والرابعة والستين، ونسبة 32.2% كانت ضمن فئة الخامسة والستين عاماً فما فوق. يوجد لكل 100 أنثى 83.3 ذكر، ويوجد لكل 100 أنثى في الثامنة عشر من عمرها فما فوق 80.9 ذكر.
بلغ متوسط دخل الأسرة في المنطقة السكنية 35,350 دولارًا، أما متوسط دخل العائلة فبلغ 50,156 دولارًا. وكان متوسط دخل الذكور 37,266 دولارًا مقابل 29,625 دولارًا للإناث. وسجل دخل الفرد الخاص بالمنطقة السكنية 26,667 دولارًا. وكانت نسبة 7% من العائلات ونسبة 10.7% من السكان تحت خط الفقر، وكان من هؤلاء نسبة 22.5% تحت سن الثامنة عشر ونسبة 7.5% في الخامسة والستين من العمر وما فوق.

### تعداد عام 2010
بلغ عدد سكان ويست دنيس 2,242 نسمة بحسب تعداد عام 2010، وبلغ عدد الأسر 1,174 أسرة وعدد العائلات 601 عائلة مقيمة في المنطقة السكنية. في حين سجلت الكثافة السكانية 205.7 نسمة لكل كيلومتر مربع (532.8/ميل2). وبلغ عدد الوحدات السكنية 2,947 وحدة بمتوسط كثافة قدره 270.4 لكل كيلومتر مربع (700.3/ميل2).
وتوزع التركيب العرقي للمنطقة السكنية بنسبة 94.11% من البيض و1.52% من الأمريكيين الأفارقة و0.58% من الأمريكيين الأصليين و1.16% من الأمريكيين ذوي الأصول الآسيوية و0.04% من سكان جزر المحيط الهادئ و1.25% من الأعراق الأخرى و1.34% من عرقين مختلطين أو أكثر و2.10% من الهسبانيون أو اللاتينيون من أي عرق.
بلغ عدد الأسر 1,174 أسرة كانت نسبة 12.8% منها لديها أطفال تحت سن الثامنة عشر تعيش معهم، وبلغت نسبة الأزواج القاطنين مع بعضهم البعض 38.6% من أصل المجموع الكلي للأسر، ونسبة 9.4% من الأسر كان لديها معيلات من الإناث دون وجود شريك،  بينما كانت نسبة 3.2% من الأسر لديها معيلون من الذكور دون وجود شريكة وكانت نسبة 48.8% من غير العائلات. تألفت نسبة 41.6% من أصل جميع الأسر من عدة أفراد يعيشون في نفس المنزل ونسبة 21.8% كانت تتألف من شخص يعيش بمفرده يبلغ من العمر 65 عاماً أو أكثر. وبلغ متوسط حجم الأسرة المعيشية 1.91، أما متوسط حجم العائلات فبلغ 2.53.
بلغ العمر الوسطي للسكان 57.1 عاماً. وكانت نسبة 11.2% من القاطنين تحت سن الثامنة عشر، وكانت نسبة 5.4% بين الثامنة عشر والرابعة والعشرين عاماً، ونسبة 14.9% كانت واقعةً في الفئة العمرية ما بين الخامسة والعشرين والرابعة والأربعين عاماً، ونسبة 33.4% كانت ما بين الخامسة والأربعين والرابعة والستين، ونسبة 35.1% كانت ضمن فئة الخامسة والستين عاماً فما فوق. وتوزع التركيب الجنسي للسكان بنسبة 45.9% ذكور و54.1% إناث.